# Ignatij Ioachimovič Grinevickij
Ignatij Ioachimovič Grinevickij (in russo Игнатий Иоахимович Гриневицкий?, in bielorusso Ігнат Яўхiмавіч Грынявіцкі?, Ihnat Jaŭchimavič Hrynjavicki; Babrujsk, 17 giugno 1856 – San Pietroburgo, 13 marzo 1881) è stato un rivoluzionario bielorusso, noto per essere stato l'omicida dello zar Alessandro II di Russia.

## Biografia

### Primi anni
Ignatij Grinevickij nacque nel 1856 nella proprietà terriera di Basin, vicino a Babrujsk, in una famiglia della piccola nobiltà polacca decaduta. Un tempo suo padre era stato il proprietario di una tenuta nel governatorato di Grodno, voivodato della Podlachia, ma al momento della nascita di Ignatij l'aveva perduta e si trovava in forti ristrettezze finanziarie. Così il ragazzo dapprima studiò presso la modesta struttura educativa del villaggio e solo dopo in una vera scuola, il ginnasio di Białystok, dove si distinse tra i migliori allievi e si mantenne da sé dando lezioni private. Il buon carattere e l'affabilità gli valsero il soprannome di Kotik (gatto, micio), che sarà in seguito il suo alias negli ambienti rivoluzionari. I contemporanei lo descrivono di «bassa statura, castano, con un lieve difetto di pronuncia della lettera "elle", e con una certa propensione all'umorismo. Testa rotonda, riccioluta, con una fronte alta da pensatore». Ignatij era un giovane «mite, discreto, non incline a fare discussioni».
Nel 1875 si iscrisse alla facoltà di meccanica dell'Istituto di Tecnologia di San Pietroburgo, entrando in contatto verso la fine del 1879 con l'associazione politica Narodnaja volja (Volontà del Popolo), alla quale aderì. Nel 1880 venne incaricato, insieme ad Andrej Željabov e Sof'ja Perovskaja, di propagandare il partito tra i giovani e gli operai. In quel periodo era anche responsabile della Rabočaja gazeta (Gazzetta dei lavoratori), nonché tipografo clandestino della stessa, e si occupava anche di raccogliere fondi per sostenere chi era in carcere. Il 1º (13) giugno fu espulso dall'Istituto di Tecnologia per mancata frequenza.

### Regicidio e morte
Nel febbraio del 1881 entrò nella squadra operativa di combattimento, che aveva come obiettivo quello di assassinare lo zar Alessandro II. Non fu una scelta facile per lui, che era un fervente cattolico, ma riteneva l'autocrazia il male assoluto e per debellarla era disposto al totale sacrificio di sé, foss'anche finire all'inferno dopo la morte. Nel primo pomeriggio del 13 marzo, il sovrano si trovava su una carrozza sul lato pilota, mentre sei cosacchi lo seguivano più indietro.. Mentre la vettura si avvicinava all'angolo di una strada nei pressi del Canale Caterina, la Perovskaja diede a Nikolaj Rysakov, a Grinevickij, a Timofej Michajlov e a Ivan Emel'janov il segnale di tenersi pronti a lanciare le loro bombe. La prima bomba di Rysakov lasciò lo zar illeso, ma due uomini della sua scorta rimasero feriti.
A questo punto lo zar insistette per fermare la carrozza e scendere per controllare la situazione. Una volta che lo zar fu sceso, Grinevickij lanciò la sua bomba, che lo colpì in pieno; lo stesso regicida, trovandosi vicino alla deflagrazione, rimase gravemente ferito, morendo in serata. L'omicidio aveva lo scopo di provocare una rivoluzione, ma non riuscì nel suo intento. I cospiratori, Nikolaj Kibal'čič, che aveva preparato le bombe, Perovskaja, Rysakov, Željabov e Michajlov, furono processati, condannati a morte, impiccati e sepolti in una fossa comune. Emel'janov, arrestato soltanto un mese dopo, fu condannato in un altro processo ai lavori forzati a vita. La chiesa del Salvatore sul Sangue Versato è stata eretta sul luogo dell'assassinio.